# Zoltán Zelk
Zoltán Zelk (Érmihályfalva, 18 dicembre 1906 – Budapest, 23 aprile 1981) è stato un poeta ungherese.

## La vita
Zelk Zoltán, poeta  e scrittore ungherese vide la luce il 18 dicembre 1906 a Érmihályfalva (ora Valea lui Mihai), nell'Est dell'Ungheria (la città ora fa parte della Romania). Apparteneva ad una povera famiglia ebraica. Suo padre era cantore. Frequentò le scuole elementari e le prime classi ginnasiali a Miskolc. Poi lavorò come apprendista.
Nei 1921 si trasferì a Budapest. Pubblicò le sue prime poesie nel 1925 nella rivista d'avanguardia 365. Negli anni seguenti continuò a scrivere poesie e a fare lavori saltuari. Nel 1927 fu arrestato. Gli si vietò il soggiorno in Ungheria e venne esiliato in Transilvania. Rientrò clandestinamente un anno dopo e visse sotto falso nome. Le principali riviste pubblicarono però le sue poesie con il suo vero nome.
Nel 1956 fece parte dell'opposizione intellettuale e fu membro dell’Alleanza degli Scrittori Ungheresi. Dopo la rivoluzione fu processato e condannato a tre anni di carcere.  Fu liberato per amnistia nel 1958.
Nella sua vita ricevette parecchi premi letterari tra cui il Premio Kossuth  (1949, 1954) e Premio József Attila  (1951, 1974). Prese parte come attore ad alcuni film e il suo nome appare nelle sceneggiature di alcune trasposizioni per piccolo e grande schermo di sue opere e poesie.
Morì a Budapest, il 23 aprile 1981. 

## Pubblicazioni
- Alszik a szél: gyerekversek es mesék - Budapest - Szépirodalmi Könyvkiadó - 1982
- Zelk Zoltan művei - Budapest - Szépirodalmi Könyvkiadó - anno assente
- Este a kútban: versek: 1925-1963 - Budapest - Szépirodalmi Könyvkiadó - 1981
- Tuzből mentett hegedű: uj versek - Budapest - Szépirodalmi Könyvkiadó - 1963
- Meszelt égbolt - Budapest - Szépirodalmi Könyvkiadó - 1976
- A három nyúl - Zelk Zoltan e Reich Havoly - Budapest - Móra Ferenc - 1983
- Főhajtas a túlvilágra - Budapest - anno ed editore assenti
- Nappali menedékhely: prózai írások, 1927-1955 - Budapest - Szépirodalmi Könyvkiadó - 1984
- Keréknyomok az égen: versek: 1963-1981 - Budapest - Szépirodalmi Könyvkiadó - 1982
- Reménytelen győzelem - Budapest - Szépirodalmi Könyvkiadó - 1979

## Filmografia

### Attore
- Gyula vitéz télen-nyáron
- Szindbád, regia di Zoltán Huszárik (1971)
- Via dei pompieri n. 25 (Tüzoltó utca 25), regia di István Szabó (1973)

### Sceneggiatore
- A három nyúl
- Törvényt teremtö mesterek
- Az ezernevü lány